# Zeltnera multicaulis
Zeltnera multicaulis là một loài thực vật có hoa trong họ Long đởm. Loài này được (B.L. Rob.) G. Mans. mô tả khoa học đầu tiên năm 2004.